# Kaspaza-4
Kaspaza-4 (EC 3.4.22.57, ICErel-II, Ich-2, transkript X, TX, TX proteaza, kaspaza 4, CASP-4) je enzim. Ovaj enzim katalizuje sledeću hemijsku reakciju
Neophodno je prisustvo Asp ostatka u P1 poziciji. Preferentno dolazi do razlaganja sekvence Tyr-Val-Ala-Asp-, ali se takođe razlaže Asp-Glu-Val-Asp-
Ovaj enzim pripada familiji inflamatornih kaspaza, koja takođe obuhvata kaspazu-1 (EC 3.4.22.36) i kaspazu-5 (EC 3.4.22.58) kod ljudi i kaspazu-11 (EC 3.4.22.64), kaspazu-12, kaspazu-13 i kaspazu-14 kod miševa.

## Literatura
- Nicholas C. Price; Lewis Stevens (1999). Fundamentals of Enzymology: The Cell and Molecular Biology of Catalytic Proteins (Third изд.). USA: Oxford University Press. ISBN 019850229X.
- Eric J. Toone (2006). Advances in Enzymology and Related Areas of Molecular Biology, Protein Evolution (Volume 75 изд.). Wiley-Interscience. ISBN 0471205036.
- Branden C; Tooze J. Introduction to Protein Structure. New York, NY: Garland Publishing. ISBN 0-8153-2305-0.
- Irwin H. Segel. Enzyme Kinetics: Behavior and Analysis of Rapid Equilibrium and Steady-State Enzyme Systems (Book 44 изд.). Wiley Classics Library. ISBN 0471303097.
- William P. Jencks (1987). Catalysis in Chemistry and Enzymology. Dover Publications. ISBN 0486654605.

## Spoljašnje veze
- Caspase-4 на 